# Vogelschutzgebiet Altengrabower Heide
Vogelschutzgebiet Altengrabower Heide este o arie protejată (arie de protecție specială avifaunistică — SPA) din Germania întinsă pe o suprafață de 3.742 ha, integral pe uscat.

## Localizare
Centrul sitului Vogelschutzgebiet Altengrabower Heide este situat la coordonatele 52°09′31″N 12°12′35″E / 52.1586°N 12.2097°E.

## Înființare
Situl Vogelschutzgebiet Altengrabower Heide a fost declarat arie de protecție specială avifaunistică în noiembrie 1992 pentru a proteja 26 de specii de animale.

## Biodiversitate
Situată în ecoregiunea continentală, aria protejată nu include niciun habitat protejat.
La baza desemnării sitului se află mai multe specii protejate de  păsări (26): pescăruș albastru (Alcedo atthis), fâsă-de-câmp (Anthus campestris), ciuf de câmp (Asio flammeus), caprimulg (Caprimulgus europaeus), erete de stuf (Circus aeruginosus), prepeliță (Coturnix coturnix), ciocănitoarea de stejar (Dendrocopos medius), ciocănitoare neagră (Dryocopus martius), presură de grădină (Emberiza hortulana), șoimul rândunelelor (Falco subbuteo), Grus grus grus, capîntortură (Jynx torquilla), sfrâncioc roșiatic (Lanius collurio), sfrâncioc mare (Lanius excubitor excubitor), ciocârlie de pădure (Lullula arborea), gaia neagră (Milvus migrans), gaia roșie (Milvus milvus), codobatură de munte (Motacilla cinerea), pietrar sur (Oenanthe oenanthe), viespar (Pernis apivorus), cresteț pestriț (Porzana porzana), mărăcinar (Saxicola rubetra), mărăcinar negru (Saxicola torquatus), turturică (Streptopelia turtur), silvie porumbacă (Sylvia nisoria), pupăză (Upupa epops).